# Нерехта
Не́рехта (рос. Нерехта) — місто (з 1778 року) в Росії, адміністративний центр Нерехтського району Костромської області. Місто розташоване на річці Нерехта (притока Солониці), за 46 км від Костроми. Населення: 25,4 тис. осіб (2005 рік).

## Історія

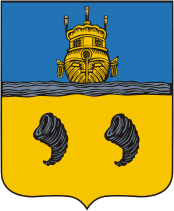
Герб (1779)

Назва міста походить від однойменної річки, яка, у свою чергу, має мерянське коріння. 
Поселення Нерехта згадується 1362 у житії святого Пахомія, що заснував у 3 верстах від міста монастир. 1764 монастир перетворений на просту парафіяльну церкву. 
1406 волость Нерехта великий князь Василь I Дмитрович віддав своїй дружині Софії Вітовтівні; в цей час тут вже були солеварні.
1462 князь Московії Василь Темний віддав Нерехту з солеварнями своїй дружині Марії Ярославні. 
Близько 1609 року Нерехта була спалена і спустошена; за описом 1627 року будинки тут наполовину стояли пустими, солеварні були залишені. Солеваріння остаточно зупинилось в XVIII столітті. До 1778 року Нерехта була передмістям Костромського повіту, а потім зроблене повітовим містом. За описом 1764 року в Нерехті були багаті купці і ремесленики; мешканці з успіхом займалися огородництвом; були 3 ярмарки і щотижнево базари.

## Фотографії міста

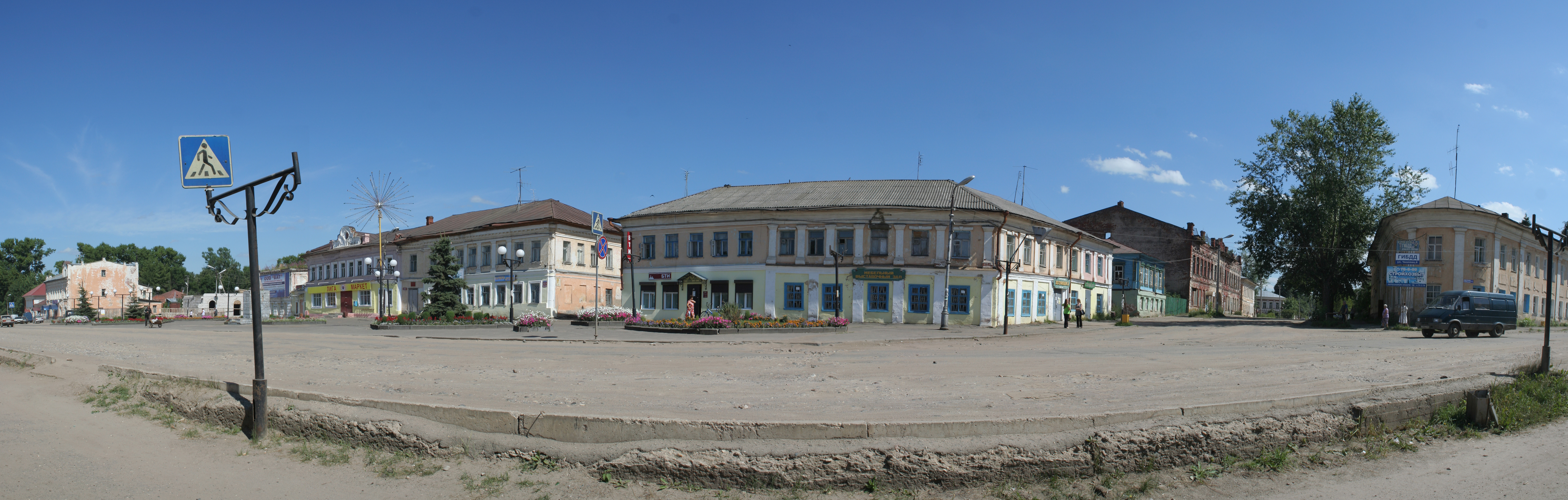
Панорама центру міста
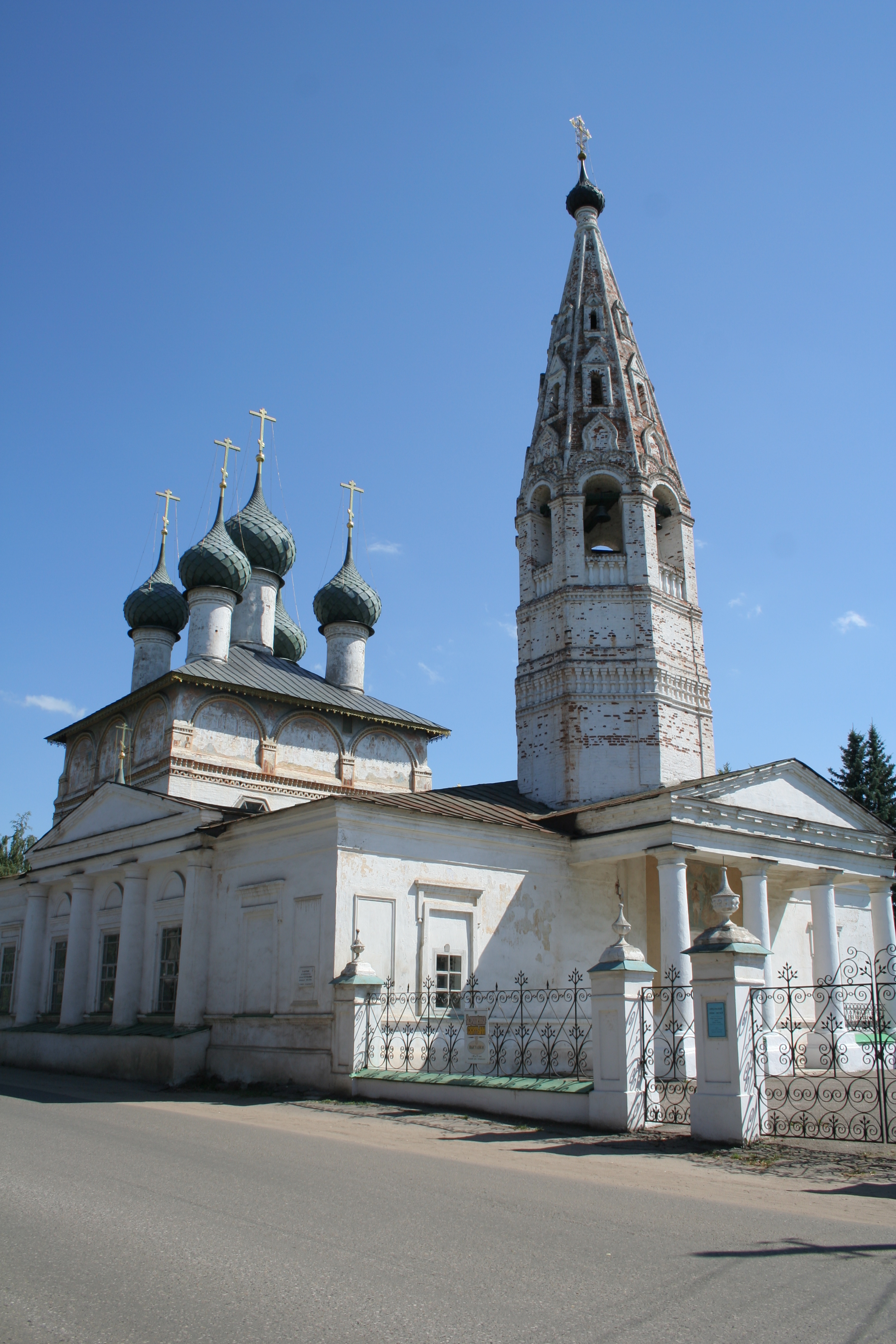
Богоявленська церква (1710-26)
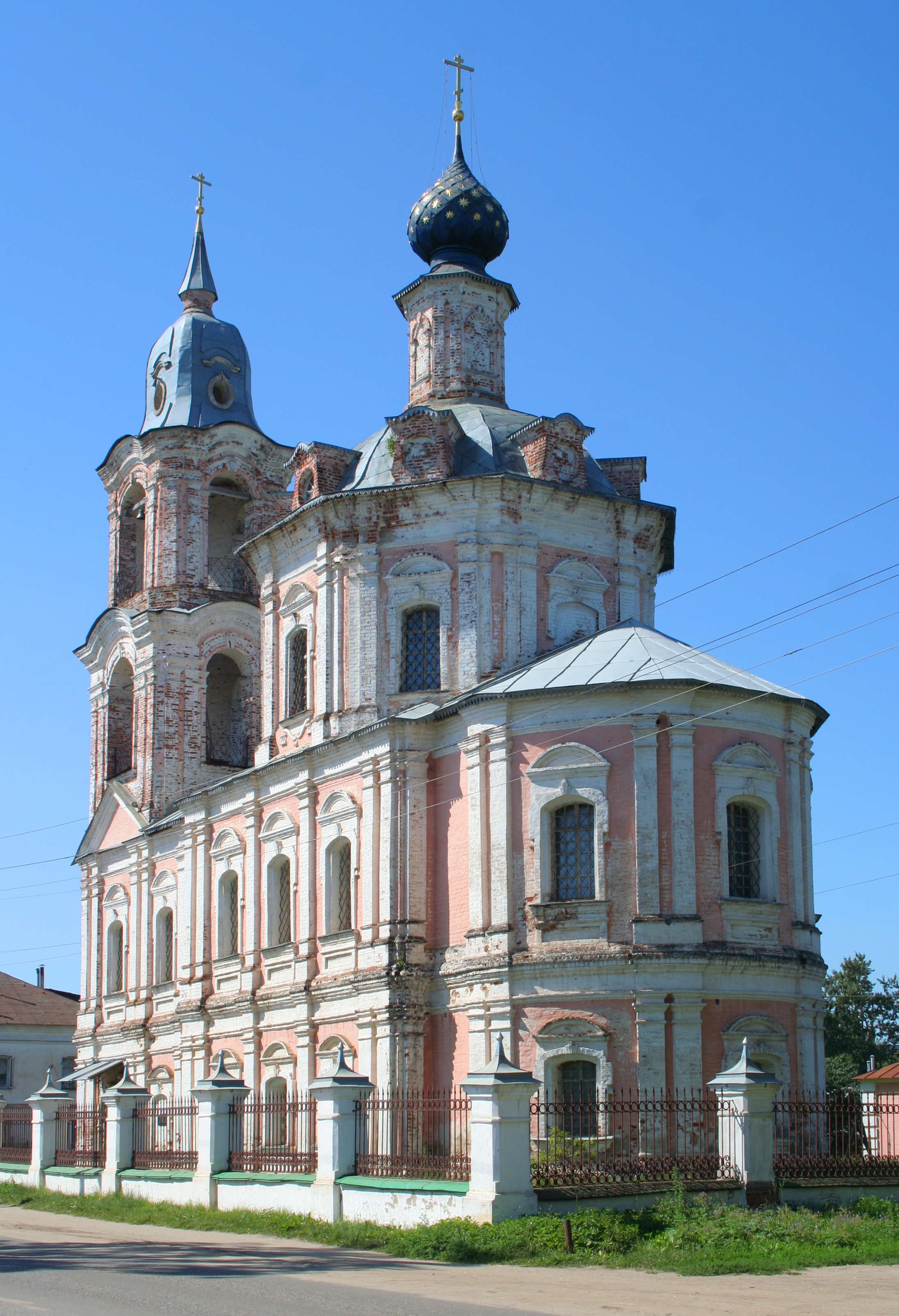
Церква Воскресіння
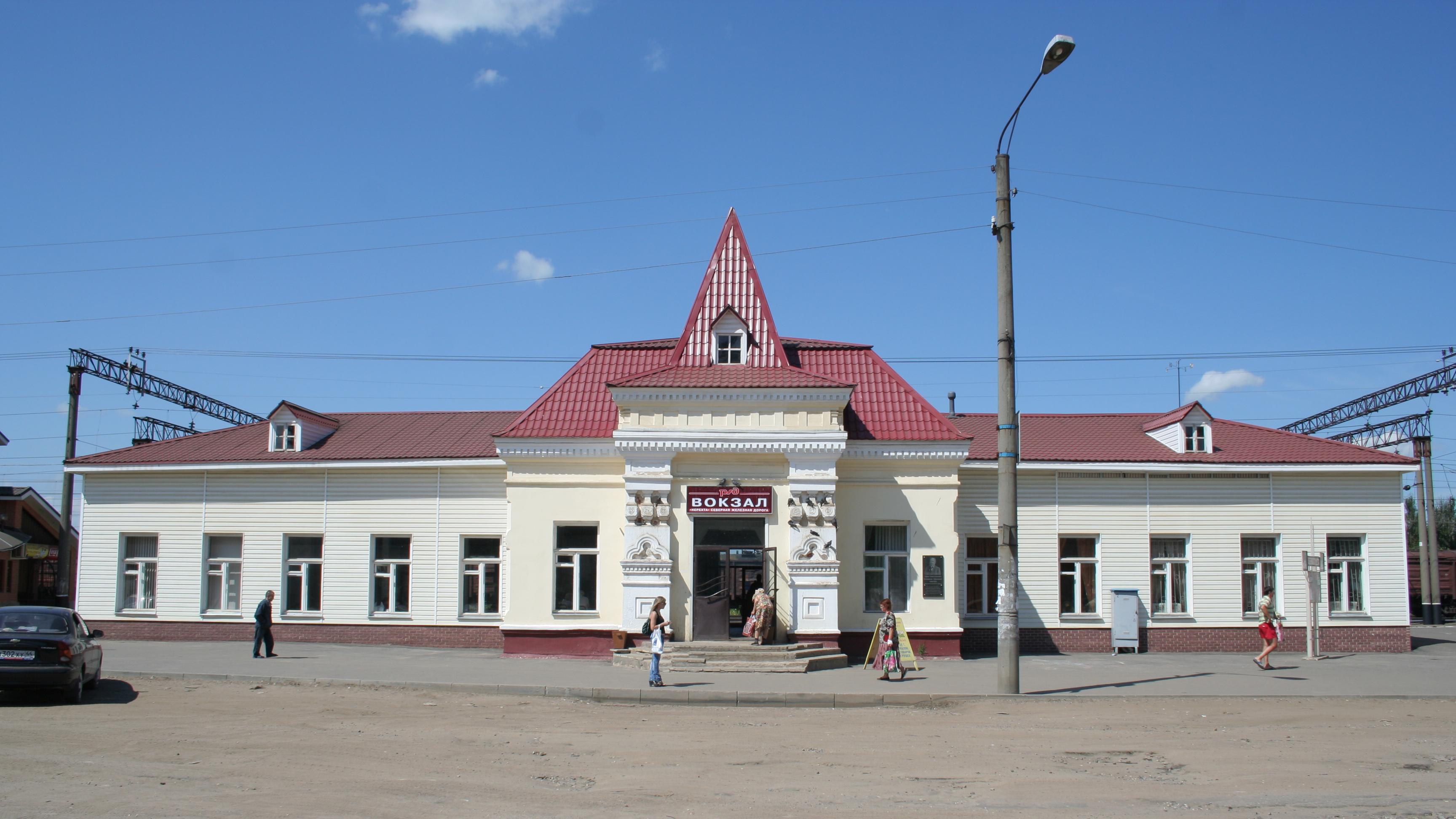
Залізничний вокзал